# Toyota Kluger
Toyota Kluger — внедорожник от концерна Toyota, представляющий собой версию экспортной модели Highlander для внутреннего японского рынка. Относится к классу среднеразмерных SUV и в модельном ряду Toyota занимает промежуточное положение между моделями RAV4 и 4Runner. Несмотря на похожее с моделью Toyota Harrier назначение, платформы у этих полноприводников разные.
В 2000-2003 годах кроссовер выпускался как Toyota Kluger V и существовал только в пятиместном исполнении, после модернизации продаётся как Toyota Kluger L и выпускается в семиместном варианте, с тремя рядами сидений.
Силовые агрегаты Toyota Kluger — бензиновые двигатели 2AZ-FE (рядный 4-цилиндровый, 2362 куб.см, максимальная мощность составляет 160 л.с.  и 1MZ-FE (V-образный 6-цилиндровый, 2994 куб.см, мощностью 220 л.с.). Внедорожники с 2,4-литровым и с 3-литровым мотором выпускается как в переднеприводной версии, так и с полным приводом, выполненном по схеме 4WD.
Все Kluger V оснащались 4-ступенчатой АКПП Super ECT с механизмом ручного переключения передач в качестве опции, для Kluger L с 3-литровым двигателем базовой стала 5-ступенчатая автоматическая трансмиссия.